# 遼東郡

紀元前1世紀頃の東夷諸国と遼東郡の位置

遼東郡（りょうとう-ぐん、拼音: Liáodōngjùn）は、かつて中国に存在した郡。現在の遼寧省の一部と朝鮮の一部に相当する。

## 沿革

### 先秦時代
戦国時代、燕が北方の異民族を防ぐ目的で上谷郡・漁陽郡・右北平郡・遼西郡・遼東郡を初めて設置した。

### 秦代
紀元前222年、秦が燕を滅ぼすと、引き続き燕の故地に上谷郡・漁陽郡・右北平郡・遼西郡・遼東郡が設置された。秦の滅亡後（前206年）、一度は遼東国。

### 漢代
夫余国の行政区画は遼東郡に編入された。

### 晋代
西晋からその地には遼東国が形成された。

### 南北朝時代
高句麗に編入された。

### 隋代
612年（大業8年）、隋は襄平郡を設置した。

### 唐代
営州に編入された。

## 参考資料
- 『史記』（匈奴列伝）
- 『漢書』（地理志第八下）
- 『後漢書』（郡国志第二十三）
- 『晋書』（地理志上）
- 『魏書』（志第五 地形二上）
- 『隋書』（志第二十五　地理中）
- 『旧唐書』（志第十九 地理三）
- 『太平寰宇記』（卷七十一 河北道二十）